# 东风乡 (安阳市)
东风乡，是中华人民共和国河南省安陽市龙安区下辖的一个乡镇级行政单位。

## 行政区划
东风乡下辖以下地区：
红旗村、活水村、赵张村、黄张村、许张村、红星村、海村、刘家庄村、三家庄村、徐家桥村、北徐桥村、郭家庄村、老六庄村、东八里村、吴家庄村、西八里村、置度村、寺沟村、大坡村、小坡村、徐家口村、盖村铺村、西盖村、申家岗村、三分庄村、老庄村、吉党村、郭潘流村、王潘流村、麻鞋店村、郭里东村、郭里西村和娘娘庙村。